# Alessio Di Mauro (disegnatore)
Alessio Di Mauro (Roma, 18 dicembre 1974) è un vignettista e giornalista italiano.

## Biografia
Nel corso di quasi trent'anni di attività ha pubblicato su numerose testate giornalistiche tra le quali quotidiani come Corriere della Sera, Libero, Il Tempo, Secolo d'Italia, Il Gazzettino, e settimanali d'opinione come Lo Stato, Il Borghese e L'Italiano. Esordisce giovanissimo come vignettista e autore satirico nei primi anni novanta lavorando per il magazine L'Italia settimanale fondato e diretto da Marcello Veneziani. Successivamente è tra gli autori che danno vita al settimanale di satira La Peste di Pino Pelloni.
Nel 2002 contribuisce alla fondazione del primo settimanale satirico bifronte Par Condicio (nel quale assume l'incarico di caporedattore) diretto da Massimo Caviglia. Insieme con Vincino e Caviglia dà vita a Bip, il primo quotidiano sperimentale di satira su telefonia mobile distribuito dalla compagnia telefonica Wind. Nel 2005 fonda Veleno, un settimanale satirico nazionale (del quale assume l'incarico di direttore responsabile) che si avvale della collaborazione di autori e disegnatori come Alfio Krancic, Walter Leoni, Nantas Salvalaggio, Pipolo, Vittorio Vighi, Greg, Max Paiella, Giancarlo Caracuzzo e Stefano Santarelli.
Dal 2009 al 2012 collabora con il magazine Sette del Corriere della Sera, per il quale cura la rubrica "Con destrezza", e con il mensile La voce del ribelle, diretto da Massimo Fini, per il quale realizza la vignetta in quarta di copertina. Nel 2011 prende parte alle puntate speciali per le amministrative di Matrix (programma televisivo) su Canale 5, durante le quali realizza e commenta in diretta vignette satiriche. Dal 2012 al 2016 è curatore di LiberoVeleno, l'inserto satirico domenicale (del quale è fondatore assieme a Francesco Borgonovo) del quotidiano Libero.
Nel 2013 è autore dei testi di diversi sketch de Gli Sgommati, la rubrica satirica di Sky Uno. Dal 2013 al 2015 è ospite fisso della rassegna stampa domenicale del TGcom24, durante la quale illustra e commenta in studio i contenuti di LiberoVeleno. Dal 2014 dirige il nuovo Candido, la storica testata di Giovannino Guareschi rieditata, in versione mensile, dalla casa editrice romana Pagine. Dal 2019 realizza la vignetta di copertina del magazine Il Borghese. Nel 2021 entra nel cast del programma Anni20 di Rai 2 in qualità di autore e disegnatore satirico, con interventi e commenti in studio.